# Sevilla Atlético Club
Sevilla Atlético Club é uma equipe espanhola de futebol sediada na cidade de Sevilha, Andaluzia, que foi fundada em 1958. Atualmente o time disputa a Terceira Divisão da Espanha. É a filial do Sevilla FC que, por definição, não pode ter jogadores de mais de 23 anos ou até 25 anos desde que o jogador tenha contrato com a equipe do Sevilla FC. Por ser uma equipe afiliada, não pode participar da mesma divisão que o Sevilla FC nem participar de um mesmo campeonato que tenha formato de taça como a Copa do Rei da Espanha.

## Divisões que o Sevilla Atlético disputou
- 2 temporadas na Segunda Divisão (Liga Adelante);

- 21 temporadas na Segunda Divisão B (3ª Divisão);

- 22 temporadas na Terceira Divisão (4ª Divisão);

- E mais 3 temporadas em Campeonatos Regionais da Espanha.